# Incidente di Windscale
L'incidente di Windscale (a volte citato come Incendio di Windscale) fu un incidente nucleare di livello 5 occorso nell'ottobre 1957 nella centrale nucleare di Sellafield.

## Storia
Il 7 ottobre 1957 nel reattore nucleare Magnox senza contenimento di Windscale, dove si produceva plutonio per scopi militari, durante la ricottura del moderatore di neutroni di grafite si sviluppò un incendio in un canale che rapidamente si estese agli altri 150 dell'intero nocciolo del reattore nucleare a gas. L'incendio durante i 4 giorni di spegnimento con acqua generò una nube radioattiva imponente, anche perché l'aria di raffreddamento fu rilasciata direttamente in atmosfera, pari ad 1/10 della bomba atomica di Hiroshima. I principali materiali rilasciati furono gli isotopi radioattivi di xeno, iodio (25-43% di quello contenuto del nocciolo), cesio (17-18% di quello nel nocciolo) e polonio. 
La nube attraversò l'Europa del Nord. La radioattività su Londra giunse fino a 20 volte oltre il valore naturale, e Londra dista da Windscale 500 km. Il consumo di latte venne vietato in un raggio di 50 km.